# El Universal (Venezuela)
El Universal è un quotidiano venezuelano. È uno dei giornali più diffusi in Venezuela, assiema ad El Nacional. È pubblicato in lingua spagnola. Nella versione on line dispone anche della versione in lingua inglese.

## Storia
È stato fondato nell'aprile 1909 dal poeta Andrés Mata e dal suo amico Andrés Vigas.